# Bougainvillea malmeana
Bougainvillea malmeana är en underblomsväxtart som beskrevs av Anton Heimerl. Bougainvillea malmeana ingår i släktet Bougainvillea och familjen underblomsväxter. Inga underarter finns listade i Catalogue of Life.